# Flamonza
Flamonza (románul: Flămânzi) város Botoșani megyében, Moldvában, Romániában.

## Fekvése
A megye déli részén helyezkedik el, a megyeszékhelytől, Botoșanitól 36 km-re.

## Történelem
Itt robbant ki az 1907. évi nagy parasztfelkelés, amely rövid idő alatt egész Romániára kiterjedt. Emlékét egy emlékmű őrzi itt.
A település az 1900-as évek utolsó évtizedeiben gyors fejlődésnek indult. Modern gyárak épültek itt, és ekkor vált művelődési centrummá is. Ma állandó színháza, bábszínháza és hangversenyterme is van.
Városi rangját 2004-ben kapta meg.

## Népesség
A település lakosságának etnikai megoszlása, a 2002-es népszámlálási adatok alapján:
- Románok:  11 605 (98,35%)
- Romák:  191 (1,61%)
- Magyarok:  2 (0,01%)
- Ukránok:  1 (0,0%)

A lakosok 99,61%-a ortodox vallású.

## Gazdaság
Jelentős a mezőgazdasága.
Más ágazatok: textilipar, faipar, tejfeldolgozás, kereskedelem.

## Látnivalók
- Az 1907-es felkelés emlékműve

## Külső hivatkozások
- A város honlapja
- A városról
- A 2002-es népszámlálási adatok